# Iampoli
Iampoli (in greco antico: Ὑάμπολις?, Hyámpolis) è stata una città della Focide nell'antica Grecia. Alcune fonti antiche indicano che la città era chiamata semplicemente  Hya.

## Storia
Iampoli giaceva in una valle nella zona est della Focide, a circa otto chilometri da Abe, a nord-ovest di Orcomeno e a sud ovest di Atalanti. La città è citata nell'Iliade di Omero (Catalogo delle navi). Ad oggi sono rimasti soltanto un muro del IV secolo a.C. e alcuni altri resti. William Martin Leake nel XIX secolo ha descritto il sito archeologico come segue:
(William Martin Leake)
Nella tradizione antica, si dice che la città sia stata fondata da Iante dopo la sua espulsione dalla Beozia. Ancora uno scolio su Oreste di Euripide menziona Iamo, figlio di Licoreo, come eponimo fondatore di Iampoli.
Iampoli era situata nei pressi della strada principale che, da nord, andava verso la Grecia centrale, all'ingresso della valle che formava un agevole passaggio tra Locride, Focide e Beozia. Pertanto, la città era di importanza strategica e veniva spesso citata nelle opere di storia militare.
Nel 480 a.C., durante le guerre persiane, la città fu distrutta dall'esercito di Serse. Nel 395 a.C., i Beoti assediarono la città, ma non riuscirono a saccheggiarla. Nel 371 a.C., Giasone, tiranno di Fere, distrusse la città bassa non protetta (a volte identificata con il villaggio di Cleone) mentre stava tornando dalla Beozia dopo la Battaglia di Leuttra. Nel 346 a.C. la città subì un altro attacco, questa volta ad opera di Filippo il Macedone, che la distrusse; Pausania afferma che le rovine dell'antica agorà, un piccolo edificio adibito a camera di consiglio, e il teatro erano ancora visibili al suo tempo, essendo sopravvissuti alla distruzione di Filippo. Scavi archeologici eseguiti agli inizi del XX secolo non hanno consentito di trovare alcunché. Dopo la ricostruzione, la città venne nuovamente conquistata nel 198 a.C. da Tito Quinzio Flaminino e cadde sotto il dominio di Roma. Adriano aveva costruito una stoà in città; l'imperatore Settimio Severo è menzionato in un'iscrizione locale. Pausania osserva che il solo pozzo di tutta la città era l'unica fonte di acqua dolce per i cittadini a meno che non fossero in grado di raccogliere l'acqua piovana. Si dice che questo pozzo era una grande cisterna di ellenistica scoperta nel sito.
Cinque chilometri a nord di Iampoli, vicino a Kalapodi, sono state ritrovate rovine di un santuario dedicato ad Artemide Elaphebolos. Artemide Elaphebolos era la dea principale della zona e veniva festeggiata con le Elafebolie. Sulla base di iscrizioni presenti su offerte votive, le più antiche strutture del santuario possono essere datate al periodo geometrico. Nel 575/550 a.C., il tempio venne ricostruito in stile classico e nel 426 a.C. venne danneggiato da un terremoto. I danni vennero riparati alla fine del secolo.
La città è stata popolata e il santuario utilizzato dai tempi dell'Impero Romano. Nelle vicinanze del santuario è stato trovato un luogo di sepoltura del periodo bizantino.